# کوکوهای دم‌دراز
کوکوهای دم‌دراز Cercococcyx یک سرده کوکو از تیرۀ کوکویان (Cuculidae)  است.  
سردۀ Cercococcyx دارای گونه‌های زیر است: 
- کوکوی دم‌دراز سوت‌زن ( Cercococcyx lemaireae )
- کوکوی دم‌دراز نواری ( Cercococcyx montanus )
- کوکوی دم‌دراز تیره ( Cercococcyx mechowi )
- کوکوی دم‌دراز زیتونی ( Cercococcyx olivinus )

بسیاری از منابع Cercococcyx lemaireae    را متمایز از Cercococcyx mechowi نمی‌شناسند.  